# 霍利 (密歇根州)
霍利（英語：Holly）是位於美國密歇根州奧克蘭縣霍利鎮區的一個村。

## 人口
根據2020年美國人口普查的數據，霍利的面積為8.09平方千米，當中陸地面積為7.33平方千米，而水域面積為0.76平方千米。當地共有人口5997人，而人口密度為每平方千米741人。